# Mamrux
Mamrux är en ort i Azerbajdzjan.   Den ligger i distriktet Zaqatala Rayonu, i den nordvästra delen av landet, 290 km väster om huvudstaden Baku. Mamrux ligger 519 meter över havet och antalet invånare är 2 150.
Terrängen runt Mamrux är varierad. Närmaste större samhälle är Muxax, 5,9 km nordväst om Mamrux.
Omgivningarna runt Mamrux är en mosaik av jordbruksmark och naturlig växtlighet. Runt Mamrux är det ganska glesbefolkat, med 35 invånare per kvadratkilometer.